# Gregory Pascuzzi
Gregory (Greg) K. Pascuzzi (Pittsburgh, 1952) is een Amerikaans componist, dirigent, trompettist, kornettist, pianist en slagwerker.

## Levensloop
Pascuzzi werd geboren in een muzikale familie; zijn vader Wayne Pascuzzi was slagwerker bij het Pittsburgh Symphony Orchestra, toen onder leiding van Fritz Reiner en William Steinberg en zijn moeder Wanda Pascuzzi was pianolerares. Zijn oudere broer Todd was tubaïst in de "River City Brass Band". Gregory Pascuzzi studeerde compositie en orkestdirectie bij onder andere Karel Husa (Eastern Music Festival in 1972), Frank McCarty (Universiteit van Pittsburgh), Henry Mazer (Pittsburgh Symphony Orchestra), Manuel Alverez en Sheldon Morgenstern en tot zijn trompet-leraren behoorden in Pittsburgh Anthony Pasquarelli, Paul Gerlach en Charles Hois, in New York Ray Crisara en William Vacchiano, bij het "National Symphony Orchestra" Steven Hendrickson en David Flowers, aan het "Lake Placid Institute" John Wallace, Edward Carroll en James Thompson en bij de "U.S. Naval Academy Band" Rob Roy McGregor en Ed Hoffman alsook Don Tison bij het Baltimore Symphony Orchestra.
In 1972 werd hij lid van het Amerikaans leger en speelde trompet in de U.S. Military Academy Band in West Point. Vanaf 1974 speelde hij kornet in de "U.S. Army Field Band" in Washington alsook piano in de groep "Jazz Ambassadors" van deze militaire muziekkapel. Hij was eveneens componist, arrangeur en tweede dirigent van dit militair orkest. Met deze militaire kapel maakte hij concertreizen zowel door de Verenigde Staten alsook door Europa, het Verre Oosten en India. In 1999 nom hij ontslag van het militair en werkt sindsdien als freelance componist en trompettist.
In 1992 werd hij uitgenodigd aan de Royal Military School of Music "Kneller Hall" in Twickenham als gastdocent voor compositie en HaFa-directie te werken. In 2003 was hij gast-dirigent bij de uitvoering van eigen werk door het Johnstown Symphony Orchestra en de U.S. Military Academy Band in West Point. 
Tegenwoordig werkt hij als trompettist in verschillende groepen mee zoals het "Peabody Ragtime Ensemble", de Klezmer band, Lox & Vodka. Hij is eveneens co-dirigent van de "Annapolis Christian Big Band" en co-dirigent van de "Music at Bishop Cummins Memorial Reformed Episcopal Church" in Catonsville.
Als componist schrijft hij muziek voor diverse genres. Zijn werken werden niet alleen binnen de Verenigde Staten uitgevoerd, maar ook door buitenlandse orkesten en ensembles zoals het "Royal Northern College of Music Wind Orchestra" in Manchester, "All Souls Orchestra" en "All Souls Big Band" in Londen, de "New English Orchestra", de BBC Big Band, de Westminster Brass, de Russian Volga Wind Band.

## Composities

### Werken voor orkest
- 1987 Concert, voor saxofoon en kamerorkest
- 1999 Dialogues, voor twee trompetten en orkest
- 2002 Music in memoriam, September 11, 2001
- Figaro don't get around much anymore, voor tuba en orkest

### Werken voor harmonieorkest
- 1986 Fanfare for a festive occasion, voor groot koperensemble
- 1986   Triomphale (Overture for a Festive Occasion), voor harmonieorkest
- 1987 American celebration overture
- 1989 Aria and Allegro, voor sopraansaxofoon solo en harmonieorkest
- 1993 Easter Prelude
- 1993   Overture concertante
- 1999 Passages
- 2001 Fantasy on Themes by John Merbecke, voor trompet en groot koperensemble

### Werken voor koor
- 1985 Withhold not Thou thy tender mercies, voor gemengd koor - tekst: Psalm 40:11
- 2002 Psalmnus "Blessed be the Lord God"
- 2002   What a friend we have in Jesus

### Vocale muziek
- 1981 He's the light of the world, voor zangstem en piano - tekst: Karen Jamison
- 1983 Psalm 116, voor mezzosopraan en piano
- 1987 Let the little children..., voor mezzosopraan en piano

### Kamermuziek
- 1980 Pastorale, voor blaaskwintet
- 1980   O come, O come, Emmanuel, voor dwarsfluit en harp
- 1983 Brass quintet, voor koperkwintet
- 1991 Andante and allegro, voor saxofoonkwartet
- 1991   Variants On Three Hymn Tunes, voor flügelhorn (of trompet) en orgel
- 1994 Fanfare & processional, voor koperkwintet
- 1994   Adagio, voor cellokwartet
- 1995 Meditation on a Scottish hymn tune, voor koperkwintet
- 1995   St. Duke of Duke St
- 1997 Desojah
- 1997   Leavin' you behind
- 1999 Festival Fanfare, voor koperkwintet en pauken
- 1999   Dialogues, voor twee trompetten en piano (of blaaskwintet)
- 1999   Hymnal variants: "Nun danket alle Gott", voor koperkwintet
- 2001 Good Friday meditation
- Mourning into Dancing
- Vocalise for Novgorod, voor trompet en strijkkwartet
- When Morning Gilds the Skies, voor trompet en piano